# Hugo Balzo
Hugo Balzo (* 29. Juni 1912 oder 29. Juni 1914 in Montevideo; † 17. Juli 1982 ebenda) war ein uruguayischer Pianist.

## Leben
Er begann seine musikalische Ausbildung im Alter von 8 Jahren bei Agar Falleri im Instituto Musical Falleri de Montevideo. 12-jährig debütierte er dann gemeinsam mit seinem Lehrer bei einem Konzert im Instituto Verdi, bei dem ein variantenreiches Programm mit Werken für zwei Klaviere aufgeführt wurde.
Ab 1936 studierte er mittels eines Musik-Stipendiums in Paris bei Isadore Phillippe/Isidor Phillip, Robert Casadesus, Madame Pachamann, Noël Gallon, Ricardo Viñes, Alfredo Casella und Maurice Ravel.
Mit Ausbruch des Zweiten Weltkrieges kehrte er nach Uruguay zurück.
Dort war er als Solist im Symphonie-Orchester des SODRE tätig.
In der Folgezeit trat er auch gemeinsam mit der Pianistin Nybia Mariño als Duo auf. Zudem gab er Konzerte in den Vereinigten Staaten, in denen er als Solo-Pianist des Montevideo Symphony Orchestra angepriesen wurde.
Er war unter anderem Professor am Instituto de Profesores Artigas sowie am Conservatorio Nacional de Música und hatte die Funktion des künstlerischen Leiters des SODRE inne.
Zu seinen Schülern zählen Miguel Ángel Villasboas Rogliardo, Antonio Mastrogiovanni, Sergio Cervetti, Carlos Cebro und Ana María Campistrús/Ana Maria Bohorquez.